# Селокуки
Селокуки, Село Куки или Куки (изписване до 1945 година: Селокѫщи, на македонска литературна норма: Селокуќи; на албански: Sellokuqa) е село в Северна Македония, в Община Дебър.

## География
Селото е разположено в областта Горни Дебър в Дебърското поле. Северно от селото се намира махалата Таранеш.

## История
Името има славянска етимология от село и куки. Албанските заселници го видоизменят в Селокич. Трите махали на селото албанците кръщават Шулан („присой“), Йезолия (албанско за , ) и Таранеш (Торонеш).
В Бигорския поменик селото е споменато като Селокуꙋћи.
В XIX век Селокуки е албанско село в Дебърска каза на Османската империя. В „Етнография на вилаетите Адрианопол, Монастир и Салоника“, издадена в Константинопол в 1878 година и отразяваща статистиката на населението от 1873 година, Солокуки (Solocouky) е посочено като село с 25 домакинства, като жителите му са 56 албанци мюсюлмани.
Според статистиката на Васил Кънчов („Македония. Етнография и статистика“) в 1900 година Село Кичъ е част от Грика Вогъл (Мала Река) и в него живеят 170 души арнаути мохамедани.
На Етнографската карта на Битолския вилает на Картографския институт в София от 1901 година Селокуки е чисто албанско село в Дебърската каза на Дебърския санджак с 10 къщи.
В 1915 година, по време на Първата световна война, селото е анексирано от Царство България. Към 1 март 1916 година Селокѫщи е част от Дебърската градска община на българската Дебърска околия.
Според преброяването от 2002 година селото има 104 жители албанци.
| Националност | Всичко |
| македонци    | 0      |
| албанци      | 104    |
| турци        | 0      |
| роми         | 0      |
| власи        | 0      |
| сърби        | 0      |
| бошняци      | 0      |
| други        | 0      |